# 傑森·韋德
傑森·麥可·韋德（Jason Michael Wade），一般称为傑森·韋德，1980年7月5號出生於美國加利福尼亚州，是生命之屋合唱團（Lifehouse）的主唱兼作曲及吉他手。

## 生平
傑森.麥可.韋徳在美國加州的一個基督家庭成長，而他的父母親都是傳教士，兒時搬去香港之前，前往過日本、泰國、新加坡，曾經就讀香港國際學校，最後搬回美國奧勒崗州。他的父母在他十二歲時離婚，而隨著他母親搬到美國華盛頓州。母親鼓勵他學習吉他，也展開了他寫詞、寫曲的興趣。隨後他與母親又搬到洛杉磯，而他在那成立了生命之屋合唱團（Lifehouse）。2001年1月20號與Braeden在加州結婚。

### 音樂
韋徳在搬到洛杉磯之後，因遇到了一位貝斯手（Sergio Andrade）而開啟他寫曲之路，與夢工廠簽約之後讓他們的第一張專輯「No Name Face」的發行更受到矚目。
在2005年生命之屋合唱團（Lifehouse）錄製了他們的同名專輯「Lifehouse」，而專輯裡的其中一首歌【You and Me】，在網路線上下載的次數超過了十萬次，隨後他們又發行了「Who We Are」及「Smoke and Mirrors」等專輯。

#### 生命之屋合唱團歷年專輯
- No Name Face（2000年10月31日）
- Stanley Climbfall（2002年9月17日）
- Lifehouse（2005年3月22日）
- Who We Are（2007年6月19日）
- Smoke and Mirrors（2010年3月3日）